# LFG Roland Stralsund V 19
LFG Roland Stralsund V 19, Putbus – niemiecki jednomiejscowy jednosilnikowy jednopłatowy morski (dolnopłat) samolot rozpoznawczy z okresu I wojny światowej, zbudowany w berlińskiej wytwórni Luft-Fahrzeug-Gesellschaft w sierpniu 1918 r.

## Pierwsze próby
Pierwsze próby zastosowania samolotów, przenoszonych przez okręty podwodne, przeprowadzał pilot niemieckiego lotnictwa morskiego, Oberleutnant zur See Friedrich von Arnauld de la Perière, pod którego komendą znajdowały się dwa nieuzbrojone dwupłatowe wodnosamoloty rozpoznawcze Friedrichshafen FF.29 stacjonujące w Zeebrugge.
24 grudnia 1914 roku samolot załadowany 12-kilogramowymi bombami wystartowawszy z Zeebrugge przeleciał nad Kanałem La Manche i lecąc wzdłuż Tamizy wykonał lot bojowy nad Dover. Tam Arnauld dokonał pierwszego w historii bombardowania ziemi brytyjskiej, nie wyrządzając jednak większych szkód, po czym bez szwanku umknął pościgowi brytyjskich myśliwców. Jednym z oczywistych wniosków wysnutych przez autorów operacji był problem niewystarczającego zasięgu samolotu.

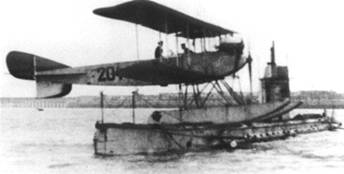
Hydroplan FF.29 na pokładzie SM U-12

Zachęcony przebiegiem tej operacji Arnauld umieścił jeden ze swoich hydroplanów, uzbrojony w bomby, na pokładzie okrętu podwodnego U-12 (zwodowanego 6 maja 1910 roku w Gdańsku), którym dowodził Kapitänleutnant Walther Forstmann. Plan zakładał przewiezienie wyposażonego w pływaki wodnosamolotu na pokładzie wynurzonego okrętu podwodnego, zanurzenie okrętu podwodnego i posadowienie samolotu na powierzchni morza i późniejszy jego start. 15 stycznia 1915 r. uzbrojony w jedną bombę FF-29 wypłynął na pokładzie U-12. Rozpiętość skrzydeł samolotu (16,21 m) wynosiła niemal ⅓ długości kadłuba niewielkiego przybrzeżnego patrolowego okrętu (57 m). Silne falowanie otwartego morza zmusiło dowódcę okrętu do napełnienia zbiorników balastowych na dziobie jednostki, po czym samolot znalazłszy się na wodzie bez problemów wzniósł się w powietrze. Arnauld pierwotnie zakładał powrót na pokład okrętu, jednak po wykonaniu lotu wzdłuż wybrzeża brytyjskiego, niezauważony przez nieprzyjaciela zawrócił do bazy w Zeebrugge. Ta misja, choć również uwieńczona powodzeniem, wykazała konieczność dokonania dalszych usprawnień.
W kolejnych latach Arnauld i Forstmann proponowali dowództwu dalsze pomysły, jednak zostały one uznane za niepraktyczne. Jednakże w 1917 roku zaprojektowano i zbudowano trzy dwupłatowe, napędzane pchającym śmigłem dwupłatowe latające łodzie Hansa Brandenburg W.20. Samoloty były składane i przystosowane do przewożenia wewnątrz okrętu podwodnego, jednak do budowy jednostki pływającej zdolnej przewieźć samolot nie doszło.

## Roland Stralsund
W tym samym czasie co Hansa Brandenburg W.20 opracowano inny samolot rozpoznawczy, przeznaczony do przewożenia na pokładzie okrętu podwodnego - LFG Roland Stralsund V 19. Z uwagi na niewielką dostępną przestrzeń na jednostce, cechował się uproszczoną konstrukcją oraz łatwością montażu i demontażu w warunkach morskich. Odczepiane skrzydła zawierały zbiorniki paliwa, wyposażone w automatyczne zawory uniemożliwiające wyciek przy ich zakładaniu i zdejmowaniu. Zaprojektowany przez Gottholda Baatza aluminiowy hydroplan wyposażony w pływaki w stanie rozłożonym przechowywany był w pięciu szczelnych kapsułach umieszczonych na pokładzie okrętu podwodnego. Start i lądowanie następowały na wodzie przy pomocy pływaków. Wyszkolona załoga 5 inżynierów składała i uruchamiała samolot w mniej niż pół godziny w warunkach naziemnych (czas demontażu wynosił poniżej 15 minut), czas przygotowania do lotu w warunkach morskich, na pokładzie okrętu podwodnego zapewne był dłuższy.
Wyprodukowano zaledwie 1 egzemplarz w 1918 roku. Samolot nazywany był również Putbus od portu na wyspie Rugia, gdzie został złożony w sierpniu 1918 roku, po czym został oblatany nad wodami Bałtyku. Prace nad modyfikacjami i rozwojem konstrukcji trwały do końca wojny, marynarka zamówiła trzy egzemplarze, do których zbudowania jednak nie doszło. Dalsze udoskonalanie prototypu przerwała kapitulacja Niemiec, jednak konstruktorzy zdołali ukryć samolot przed aliancką komisją rozbrojeniową i w tajemnicy kontynuowali prace. W 1922 roku rozważano propozycję wyposażenia w ten samolot niemieckiej marynarki wojennej, jednak ograniczenia traktatu wersalskiego położyły kres tym planom. Aż do 1923 r. trwały próbne obloty samolotu, jego prawdziwe przeznaczenie było ukrywane, a V 19 określany był jako aeroplan do poszukiwania ławic ryb. Prace przerwano z rozlicznych przyczyn: prototyp stawał się przestarzały, jego elementy korodowały, trudne było utrzymywanie fikcyjnej wersji użytkowania skomplikowanej maszyny przez rybaków, poza tym wskutek ograniczeń traktatowych Kaiserliche Marine przestała istnieć. W tym samym roku samolot zezłomowano.